# Vị Trung
Vị Trung là một xã thuộc huyện Vị Thủy, tỉnh Hậu Giang, Việt Nam.

## Địa lý
Xã Vị Trung nằm ở trung tâm của huyện Vị Thủy, có vị trí địa lý:
- Phía đông giáp xã Vĩnh Tường và xã Vị Thắng
- Phía tây giáp thành phố Vị Thanh
- Phía nam giáp thị trấn Nàng Mau và xã Vị Thủy
- Phía bắc giáp xã Vị Đông và xã Vĩnh Trung.

## Hành chính
Xã Vị Trung được chia thành 7 ấp: 7, 8, 9, 10, 11, 12, 13.

## Lịch sử
Ngày 1 tháng 7 năm 1999, Chính phủ ban hành Nghị định số 45/1999/NĐ-CP về việc thành lập xã Vị Trung thuộc huyện Vị Thủy trên cơ sở 2.141,73 ha diện tích tự nhiên và 8.299 nhân khẩu của xã Vị Thủy.